# جارفة

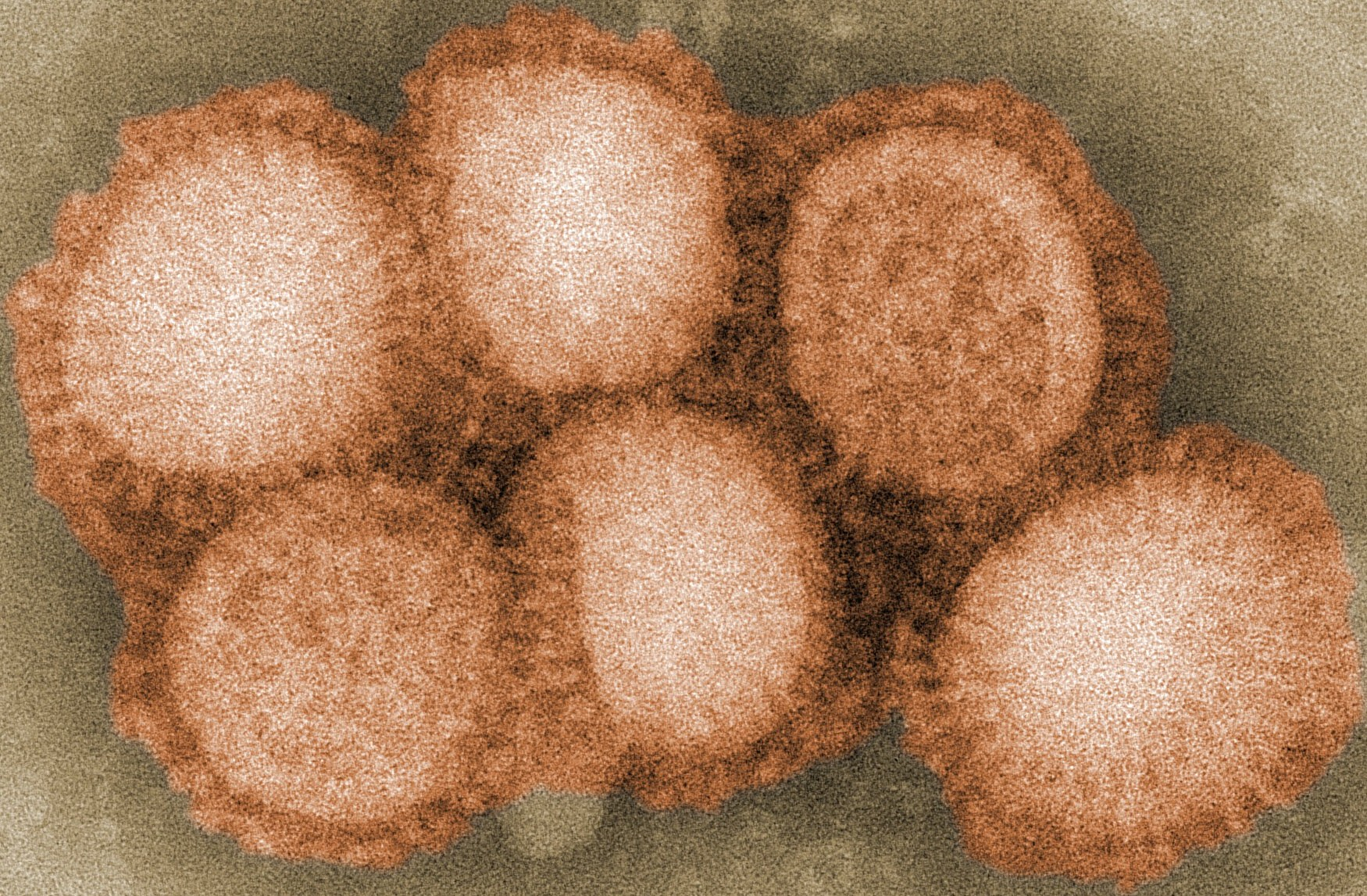

الجارِفة (بالإنجليزية: panzootic)‏ هي سواف (أي مرض معدٍ) واسع الانتشار بين الحيوانات يشمل قارة كاملة أو أكثر. وتسمى الظاهرة المماثلة لمرض بين البشر جائحة.
يمكن أن تبدأ الجارفة عند تحقق ثلاثة شروط:
- ظهور مرض جديد في جمهرة حيوانية.
- إصابة نوع حيواني أو أكثر مع تسبيب مرض.
- انتشار العامل المسبب بين الحيوانات بصورة متواصلة ومتزايدة.

ولا يعتبر المرض جارفة إلا إذا كان مرضاً معدياً.